# Rhexidius incomptus
Rhexidius incomptus är en skalbaggsart som beskrevs av Schuster och Albert A. Grigarick 1962. Rhexidius incomptus ingår i släktet Rhexidius och familjen kortvingar. Inga underarter finns listade i Catalogue of Life.